# Salon international de l'édition et du livre
Le Salon international de l'édition et du livre (SIEL) est une manifestation culturelle internationale annuelle consacrée au livre et à l’édition, organisé depuis 1987 par l'office des foires et des expositions de Casablanca (fusionné en 2018 avec l'agence marocaine de développement de l'investissement et Maroc Export formant l'Agence marocaine de développement des investissements et des Exportations), en partenariat avec  le ministère de la Jeunesse, de la Culture et de la Communication du Maroc dans le cadre de la Foire internationale de Casablanca. Il est organisé depuis 2022 à Rabat. 
Il rassemble le milieu national et international de l’édition, et a pour but de promouvoir le livre marocain autant que la lecture en général. Des conférences, débats, lectures de poésies et de soirées à thèmes y sont organisés,.

## Histoire
À partir de 2004, le SIEL de Casablanca devient un évènement culturel annuel ; depuis 1987, le salon était jusqu'alors organisé tous les deux ans (1987-2002).
En 2022, la 27e édition se déroule pour la première fois à Rabat,,.

## Pays d'honneurs
Le Salon international de l’édition et du livre de Casablanca, accueille, à chaque édition, un État frère, un ami du Maroc ou un groupe d’États, en tant qu’invité d’honneur.
En 2021, l'organisation du SIEL est annulée en raison de la pandémie de Covid-19.
| Année | Édition | Invité d’honneur            | Année | Éditions | Invité d’honneur    | Année | Édition | Invité d’honneur      |
| ----- | ------- | --------------------------- | ----- | -------- | ------------------- | ----- | ------- | --------------------- |
| 2004  | 10e     | Mexique / Chili             | 2011  | 17e      | Italie              | 2018  | 24e     | Égypte                |
| 2005  | 11e     | Espagne                     | 2012  | 18e      | Arabie Saoudite     | 2019  | 25e     | Espagne               |
| 2006  | 12e     | Maghreb                     | 2013  | 19e      | Libye               | 2020  | 26e     | Mauritanie            |
| 2007  | 13e     | Belgique-Wallonie Bruxelles | 2014  | 20e      | CEDEAO              | 2022  | 27e     | Littérature africaine |
| 2008  | 14e     | France                      | 2015  | 21e      | Palestine           | 2023  | 28e     | Québéc                |
| 2009  | 15e     | Sénégal                     | 2016  | 22e      | Émirats arabes unis |       |         |                       |
| 2010  | 16e     | Marocains du monde          | 2017  | 23e      | CEEAC               |       |         |                       |

## Prix
Le Salon international de l’édition et du livre est une occasion pour rendre hommage et gratifier les lauréats des grands prix du Livre au Maroc et à l’étranger, notamment :
- Le prix du stand le plus accessible aux personnes en situation de handicap qui vise à sensibiliser à l'importance de rendre les espaces culturels accessibles aux personnes en situation de handicap, tout en incitant les acteurs des domaines de l’édition et du livre à prendre davantage conscience de cette question[12].
- Le prix Ibn Batouta de la Littérature de Voyage, lancé en 2003, récompense chaque année les meilleures œuvres annotées et écrites en littérature de voyage. Il est décerné par le Centre Arabe de la Littérature Géographique[13].
- Le prix Jeunes Poètes, une initiative destinée aux jeunes qui vise à encourager et à récompenser les talents en herbe pour leur permettre d’accéder au monde de la création[14].